# Jim McKay
James Kenneth McManus, mais conhecido pelo seu nome profissional Jim McKay (Filadélfia, 24 de setembro de 1921 – Condado de Baltimore, 7 de junho de 2008) foi um jornalista esportivo estadunidense. McKay ficou mais conhecido por trabalhar na Wide World of Sports da American Broadcasting Company. Ele também participou da cobertura televisiva dos Jogos Olímpicos de Verão de 1972, onde ocorreu o Massacre de Munique. Faleceu em 7 de Junho de 2008 por causas naturais.